# FN FNAR
FN FNAR — напівавтоматична гвинтівка, представлена громадськості в 2008 році. Розроблена та виробляється дочірньою компанією Бельгійської FN Herstal у Сполучених Штатах, FN Manufacturing Co. Попри абревіатуру в назві, вона не пов'язана з гвинтівками AR створених Armalite. Натомість, конструкція гвинтівки FNAR заснована на перевіреній і досить популярній мисливській гвинтівці Браунінг BAR (яку слід не плутати з оригінальною гвинтівкою Браунінг BAR M1918 часів Другої світової війни).

## Огляд
FN FNAR — напівавтоматична (самозарядна) гвинтівка, автоматика якої працює на відведенні порохових газів. Газовий поршень з коротким ходом знаходиться нижче ствола (всередині хромованого) в цівці. Замикання каналу ствола здійснюється за допомогою поворотного затвора з кількома бойовими упорами. Ствольна коробка виготовлена з алюмінієвого сплаву 7075 T6. Гвинтівка має пістолетну рукоятку, а виготовлений з полімеру приклад має висувний потиличник і регульовану щоку. Набої подаються з від'ємного коробчатого магазина на 20 набоїв, однак доступні магазини на 10 та 5 набоїв для задоволення вимог місцевого законодавства. Гвинтівка не має прицільних пристосувань, натомість, нагорі ствольної коробки знаходиться рейка Пікатіні, три коротших рейки знаходяться в передній частині цівки.
FNAR використовує двохетапний нерегульований курок, із зусиллям спуску між 3,25 і 5,5 кг.

## Модифікації
Стандартна FN FNAR має легкий рифлений ствол. Модель FN FNAR-H з важчим стволом важча на приблизно 0,4 кг. Виробник гарантує, що обидві моделі мають купчастість бою на рівні 1 МОА. Гвинтівка також продається під торговою маркою Вінчестер як Winchester SX-AR. У неї відсутня пістолетна рукоятка та додаткові рейки (рейка під приціл залишена), та зазвичай пофарбована у камуфляжні фарби.